# Džungarie

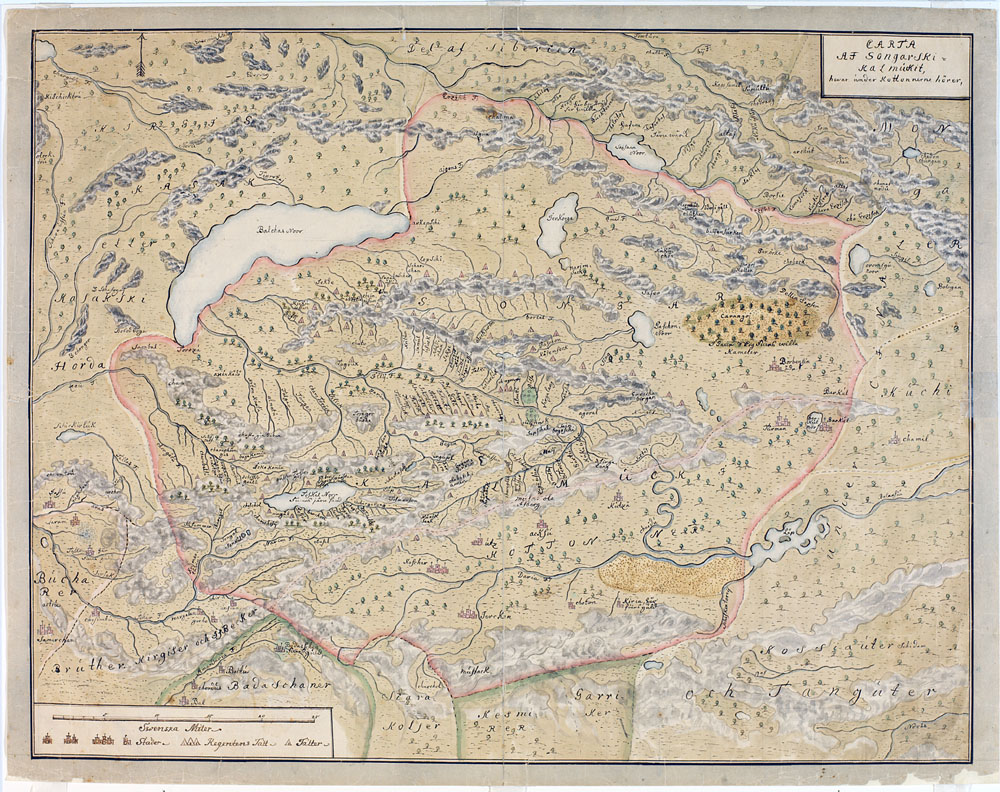
Mapa Džungarie od Johana Gustafa Renata z roku 1744

Džungarie nebo Džungarsko (mongolsky Зүүнгар, Dzűngar; kazašsky Жоңғар, Žoŋğar; ujgursky جۇڭغار, Džungghar; čínsky ZZ 准噶尔, pchin-jin Zhǔngá'ěr, Čun-ka-er; rusky Джунгария, Džungarija) je geografická oblast na severozápadě Číny přibližně odpovídající severní polovině dnešní provincie Sin-ťiang. Pokrývá plochu o hrubé rozloze 777 000 km² a zasahuje i do západního Mongolska a východního Kazachstánu. V oblasti žijí především Kazaši, Ujguři, Ojrati, Kyrgyzové a Chanové.
Název je odvozen z mongolského dzűn („levý“) a gar („ruka“), tedy „(země) na levé straně“.

## Paleontologie
V této oblasti bylo objeveno mnoho fosilií druhohorních živočichů, včetně populárních dinosaurů a ptakoještěrů. Zajímavé jsou také například objevy fosilního okusu dinosauřích kostí, způsobených malými masožravými až všežravými savci, žijícími zde v době pozdní jury.